# Lasiogyia
Lasiogyia là một chi bướm đêm thuộc họ Crambidae.